# Pierre Maury (collectionneur)
Pierre Maury junior, dit Pierre Maury, né le 13 août 1818 à Toulouse et mort le 25 mai 1892 à Paris est un négociant et amateur d'art. Il fait partie des donateurs importants ayant participé à la constitution des collections de peintures du musée des Augustins de Toulouse. En effet, il lègue en 1890 l'ensemble de son patrimoine à sa ville natale, Toulouse, et celui-ci comprend 53 tableaux dont une vingtaine de tableaux hollandais, une douzaine de flamands et quelques œuvres françaises. Cela lui valut un hommage public de reconnaissance lors de ses funérailles. 
La vie de Pierre Maury nous est peu connue. Quelques articles nécrologiques et documents d'archives tels que son livre de comptes donnent un aperçu de son parcours et laissent entrevoir sa personnalité. Ainsi, l'élogieux discours de  Jean Jaurès, alors conseiller municipal de Toulouse, prononcé lors des obsèques de Pierre Maury, met en avant sa générosité en détaillant le contenu de son legs à la ville. Jean Jaurès décrit l'attachement particulier de Maury à Toulouse, sa ville natale : « Le détail des legs faits par M. Maury montre bien de quelle affection précise et minutieuse il aimait notre ville. » A ce jour, la publication la plus complète qu'il y ait sur cet homme est celle qui figure dans le Catalogue raisonné rédigé par David Fiozzi en 2004, détaillant le rôle de ce « philanthrope et amateur » pour le musée.  

## Biographie

### Jeunesse en France
Pierre Maury, fils de Jean Maury, tonnelier, et d'Antoinette Molinier, habitant 3 rue de l'Echarpe, à Toulouse, naît le 13 août 1818 (enregistré le 18) dans un milieu modeste. Il écrit dans son testament de 1890 qu'il n'a « reçu qu'un médiocre patrimoine de (ses) parents ». 
Vers l'âge de 15 ou 16 ans, il s'initie aux études commerciales à Bordeaux, où il demeure pendant cinq ans. Il entre ensuite dans une importante maison d'armement dans laquelle il travaille jusque vers 1849-1850. Le seul portrait connu de lui date de cette période. Il est peint en 1847 par Emile-Etienne Esbens et aujourd'hui conservé au Musée des Augustins. 

### Le commerce en Amérique
Pierre Maury décide vers 1848 ou 1849 d'émigrer en Amérique du Sud pour exercer son négoce, dont l'objet ne nous est pas connu. Avec des amis, il affrète un navire, L'Eugénie, dont le capitaine est Dulaire, pour se rendre à Valparaiso, au Chili. Peu d'informations ont été conservées à ce sujet, mais il y aurait séjourné environ deux ans, le temps d'écouler les marchandises de sa cargaison, avant de rejoindre la Californie, où il s'installe à San Francisco, ville neuve qui croit alors de façon exponentielle. C'est en effet l'époque de la ruée vers l'or et les immigrés Français, fuyant la répression consécutive aux journées de juin 1848, y sont nombreux. 
Pierre Maury demeure une quinzaine d'années dans cette ville hâtivement construite et subit l'un de ses nombreux incendies. Bien que ruiné, « il ne se découragea pas, se remit au travail, et avec l'aide d'amis dévoués qu'il avait gardé en France, il parvint à établir un grand commerce de produits français (vins de toutes natures, cognac, liqueurs...) ». Il fait alors fortune dans le commerce, devenant l'un des principaux commerçants de San Francisco. Cependant, son négoce, et peut-être ses sentiments, le relie toujours à la France, où il revient à plusieurs reprises.
En 1852, Pierre Maury fait éditer à Bordeaux une plaquette, rédigée à San Francisco et datée du 10 février, où il se dit « négociant commissionnaire ». Il décrit l'histoire, la géographie et les ressources de la région dans une optique commerciale, avec un esprit clair, synthétique et pratique. 
Fortune faite, en 1867, âgé de quarante-neuf ans, il rentre définitivement en France et s'installe dans un premier temps chez Mme Malleville, sa sœur. 

### Retour en France
Pierre Maury achète le 9 novembre 1967 un terrain dans le faubourg Bonnefoy de Toulouse, avenue de Lyon et rue Saint-Laurent, connu plus tard sous le nom de « terrain Maury » et les rues qui le traversent sont baptisées rues de San Francisco et rue de Californie. Il y fait construire des maisons qu'il loue. Plus tard, certainement entre la fin de l'année 1878 et 1879, il acquiert une maison à Biarritz, 4, 6 et 8 rue Fontaine. Sa résidence principale est cependant à Paris, au 28 rue Baudin jusqu'en 1890, puis au 29 de la même rue. Son domicile électoral est à Toulouse, 24 rue du Rempart-Saint-Etienne.
Il semble avoir mené une vie confortable grâce à des titres de rentes et d'obligations de diverses compagnies de chemin de fer et aux terrains toulousains. L'inventaire après décès de son domicile parisien révèle une aisance certaine mais sans luxe ostentatoire. Il tient un livre de compte permettant de suivre l'avancée de ses finances, de 1880 à sa mort.

## Le collectionneur et mécène
Pierre Maury a certainement constitué sa collection de peintures lors de son retour en France. Depuis le Second Empire, le marché de l'art ancien hollandais s'était ouvert aux banquiers et aux industriels. Les prix des tableaux hollandais et flamands, abondants sur le marché, étaient alors encore abordables. Leur cote s'éleva de façon importante dans le dernier quart du siècle.

### Le testament: legs à la Ville de Toulouse
Dans son dernier testament, fait en la forme olographe du 22 novembre 1890, complété par un codicille le 23, retenu aux minutes de M. Fabre, notaire à Toulouse, par acte du 27 mai 1892, Pierre Maury institue la Ville de Toulouse comme sa « légataire générale et universelle ». Cette volonté était absente de son premier testament rédigé à San Francisco le 21 ou 29 juillet 1860 ou 1863, mais déjà présente dans celui de Toulouse du 8 septembre 1870. Cependant, sa collection de peintures n'est mentionnée que dans son dernier testament. 
A sa mort, le 25 mai 1892, sa fortune est répartie entre des rentes à destination de cinq fondations charitables toulousaines et la création de plusieurs prix au sein de l'Ecole des Beaux-Arts, du Conservatoire, de l'Académie des Jeux floraux, de la Faculté de Médecine, de l'Académie des Sciences et de la Chambre de Commerce, des sourds-muets, orphelins et orphelines de la Grave. Les œuvres d'art primées à l'Ecole des Beaux-Arts (deux prix de peinture, deux de sculpture et une d'architecture) doivent être, selon ses vœux, déposés au musée des Augustins, mais cette volonté n'est pas respectée. Les prix sont attribués à partir de l'année 1908-1909 et jusqu'en 1914, puis de 1935 à 1962, après quelques modifications de règlement. 
Ce choix de léguer l'ensemble de son patrimoine à sa ville natale peut s'expliquer par son célibat et l'absence de descendants. Il met toutefois en place une rente annuelle et viagère de 6 000 francs pour son frère Guillaume Maury et pour sa sœur, veuve Malleville ainsi qu'une rente de 2 000 francs pour son jardinier Pierre Darrouzès et sa femme, née Narcisse Cazenave. 

### La collection de peintures
Le legs de Pierre Maury comprend cinquante-cinq tableaux qui « se trouvaient dans (son) appartement de Paris et dans (sa) maison de Biarritz ». Cet ensemble est accepté le 3 novembre 1892 et les tableaux sont transportés de Paris à Toulouse le 25 février de l'année suivante. Ils sont alors vraisemblablement déposés à l'Ecole des Beaux-Arts avant d'être transférés au musée des Augustins vers le 1er septembre 1895. 
Dans un premier temps, cette collection est très mal jugée, comme en témoigne l'appendice de Henri Rachou dans le catalogue des peintures du musée de Toulouse de 1920, rédigé sous la direction d'Ernest Roschach. Il écrit qu'il s'agit d'une « (...) très nombreuse collection de tableaux, improvisée malheureusement chez les marchands avec un peu trop de hâte et de confiance et dont il serait peut-être imprudent d'accepter toutes les attributions. » Henri Rachou parle d' « attribution téméraire, peinture sans authenticité », parfois sans raison et ne mentionne qu'à peine les « petites toiles douteuses de la collection Maury » dans le guide du musée de 1931. 
L'ensemble apparaît en effet de qualité inégale. Pierre Maury n'était pas un collectionneur exceptionnel, n'étant pas un connaisseur à l'œil et à la culture infaillible. Il constitue une collection bourgeoise assez classique, sans critère de sélection apparent, avec une vingtaine de tableaux hollandais, une douzaine de flamands et quelques œuvres françaises. L'école du nord domine l'ensemble. Il s'agit essentiellement de tableaux de petits formats, souvent sur bois. Une seule œuvre contemporaine y figure : un tableautin naturaliste. Aucun axe majeur ne se distingue, tous les genres étant représentés : scène de genre, histoire, portrait, peinture animalière, nature morte, avec toutefois une prédominance du paysage.  
Cependant, quelques œuvres importantes et rares y figurent : en ce qui concerne les peintures hollandaises, nous pouvons citer la série des six Vues des environs de La Haye, de van der Croos, le Paysage van Goyen, ou encore, la Chaste Suzanne de van der Burg ; pour ce qui est de la peinture française, l'œuvre de Jacques Stella, La sainte Famille et l'Etude de jeune fille dite L'Espagnolette, d'Alexis Grimou.   

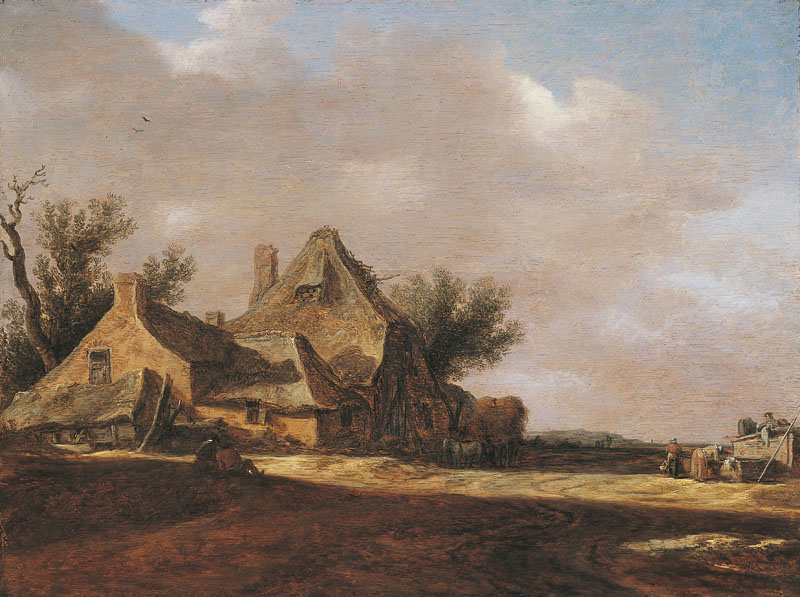
Jan van Goyen, Paysage, entre 1615 et 1665, peinture à l'huile sur bois de chêne, 37,8x50,5cm, Toulouse, musée des Augustins.
Adriaen van der Burg, La Chaste Suzanne, 1729, peinture à l'huile sur bois de chêne, 36x28,8cm, Toulouse, musée des Augustins.
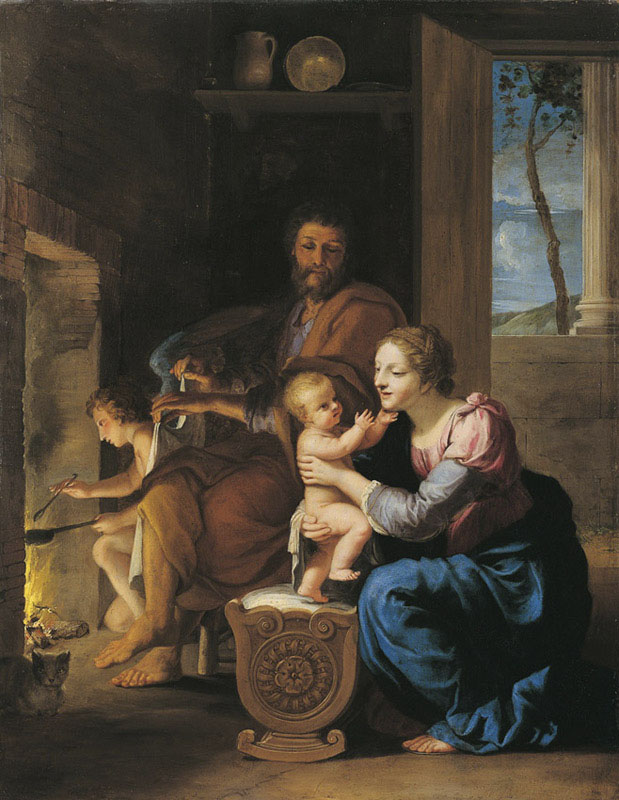
Jacques Stella, La Sainte famille, après 1650, peinture à l'huile sur cuivre, 45x35cm, Toulouse, musée des Augustins.
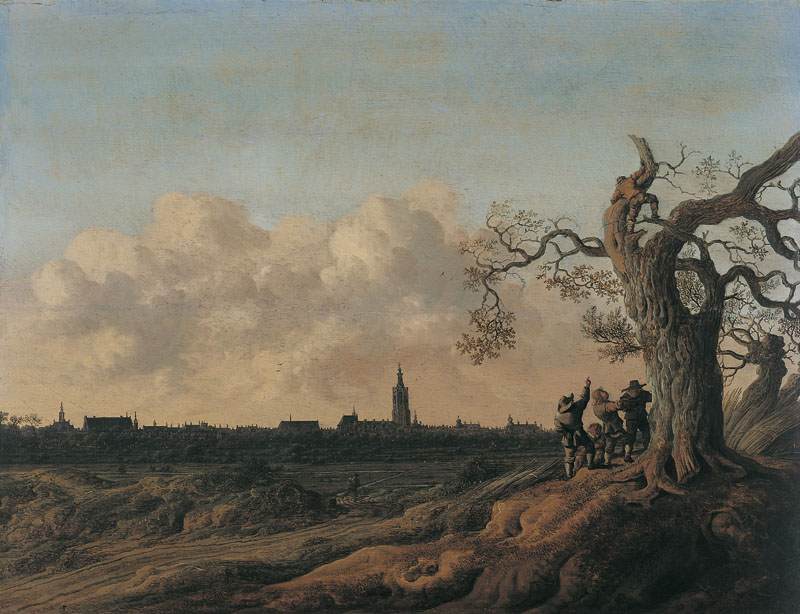
Anthony Jansz van der Croos, La Haye vue du Nord (Les Dénicheurs d'oiseaux), 1655, peinture à l'huile sur bois de chêne, 48x62cm, Toulouse, musée des Augustins.
Alexis Grimou, Etude de jeune fille dite L'Espagnolette, 1701-1750, huile sur toile, 72,5x59,5cm, Toulouse, musée des Augustins.

La façon dont Pierre Maury a constitué cet ensemble nous est presque entièrement inconnue. Il a certainement acquis ses tableaux à Paris, après son retour de San Francisco, entre la fin des années 1869 et le milieu des années 1880. Son livre de comptes, tenu entre 1880 et sa mort, mentionne l'achat en juin 1883 d'un « tableau de van Stry » pour la somme de 1100 francs, à L. Horsin Déon. Il s'agit peut-être de Léon Horsin Déon, dont le père, Simon, était peintre restaurateur pour les musées nationaux, marchand de tableaux et connaisseur. Il est également fait mention d'A. Salomon J. S. Hellendall, fournisseur de meubles, objets d'art et tableaux, en juin 1883 et juin 1884.  